# فريدة ديوري
فريدة دويري (بالإنجليزية: Farida Diouri)‏ (1953 في العرائش - 8 أغسطس 2004 في باريس) هي روائية وكاتِبة المغرب. بدأت الكتابة على عُمر 40 عامًا، وكانت أول رواية لها بعنوان "Vivre dans la dignité, ou mourir" والتي اختيرت لجائزة أطلس المُنظمة بواسطة السفارة الفرنسية في المغرب.

## الروايات
- Vivre dans la dignité, ou mourir في عام 1993
- Dans tes yeux, la flamme infernale في عام l'Harmattan, 2000.
- L'Ange et la misère, Paris Harmattan في عام 2002.

## روابط خارجية
- السيرة الذاتية للكاتبة